# Віктор Ромеро
Віктор Ромеро (ісп. Víctor Romero; нар. 26 січня 1979) — колишній мексиканський тенісист.
Найвищу одиночну позицію світового рейтингу — 395 місце досяг 11 червня 2007, парну — 309 місце — 4 квітня 2005 року.

## Фінали ATP Челленджер і ITF Ф'ючерс

### Одиночний розряд: 14 (7–7)
| Легенда              |
| -------------------- |
| ATP Челленджер (0–0) |
| ITF Ф'ючерс (7–7)    |

| Фінали за покриттям |
| ------------------- |
| Тверде (6–6)        |
| Ґрунт (1–1)         |
| Трава (0–0)         |
| Килим (0–0)         |

| Результат | В-П | Дата     | Турнір                            | Рівень  | Покриття | Суперник               | Рахунок                  |
| --------- | --- | -------- | --------------------------------- | ------- | -------- | ---------------------- | ------------------------ |
| Перемога  | 1–0 | Сер 2002 | Мексика F12, Тустла-Гутьєррес     | Ф'ючерс | Тверде   | Метт Клінґер           | 6–4, 7–6(7–5)            |
| Перемога  | 2–0 | Вер 2004 | Мексика F11, Мехіко               | Ф'ючерс | Тверде   | Сантьяго Гонсалес      | 2–6, 7–6(7–5), 7–6(10–8) |
| Поразка   | 2–1 | Жов 2005 | Мексика F14, Монтеррей            | Ф'ючерс | Тверде   | Бруно Ечагарай         | 6–7(8–10), 2–6           |
| Перемога  | 3–1 | Лис 2005 | Мексика F17, Леон                 | Ф'ючерс | Тверде   | Ріккардо Гедін         | 6–3, 7–5                 |
| Поразка   | 3–2 | Лип 2006 | Мексика F10, Комітан              | Ф'ючерс | Тверде   | Ласаро Наварро         | 1–6, 0–6                 |
| Поразка   | 3–3 | Тра 2007 | Мексика F4, Гвадалахара (Мексика) | Ф'ючерс | Ґрунт    | Карлос Паленсія        | 7–5, 6–7(3–7), 6–7(1–7)  |
| Поразка   | 3–4 | Тра 2007 | Мексика F5, Селая                 | Ф'ючерс | Тверде   | Ніколас Монро          | 0–6, 2–6                 |
| Перемога  | 4–4 | Тра 2008 | Мексика F5, Гвадалахара (Мексика) | Ф'ючерс | Ґрунт    | Марінко Матосевич      | 6–4, 6–2                 |
| Перемога  | 5–4 | Тра 2008 | Мексика F6, Селая                 | Ф'ючерс | Тверде   | Рафаель Аревало        | 7–5, 7–5                 |
| Перемога  | 6–4 | Лют 2009 | Мексика F2, Наукальпан-де-Хуарес  | Ф'ючерс | Тверде   | Адріано Б'яселла       | 6–7(2–7), 6–2, 6–1       |
| Поразка   | 6–5 | Тра 2010 | Мексика F3, Мехіко                | Ф'ючерс | Тверде   | Мігель Гальярдо Вальєс | 4–6, 3–6                 |
| Перемога  | 7–5 | Тра 2010 | Мексика F4, Селая                 | Ф'ючерс | Тверде   | Адам Ель Мідаві        | 4–6, 6–3, 6–2            |
| Поразка   | 7–6 | Лис 2010 | Мексика F9, Дуранго (штат)        | Ф'ючерс | Тверде   | Роман Борванов         | 3–6, 4–6                 |
| Поразка   | 7–7 | Кві 2012 | Мексика F4, Мехіко                | Ф'ючерс | Тверде   | Сесар Рамірес          | 2–6, 4–6                 |

### Парний розряд: 20 (13–7)
| Легенда              |
| -------------------- |
| ATP Челленджер (0–2) |
| ITF Ф'ючерс (13–5)   |

| Фінали за покриттям |
| ------------------- |
| Тверде (11–3)       |
| Ґрунт (2–4)         |
| Трава (0–0)         |
| Килим (0–0)         |

| Результат | В-П  | Дата     | Турнір                             | Рівень     | Покриття | Партнер                  | Суперники                                         | Рахунок             |
| --------- | ---- | -------- | ---------------------------------- | ---------- | -------- | ------------------------ | ------------------------------------------------- | ------------------- |
| Перемога  | 1–0  | Вер 1998 | Болівія F1, Ла-Пас                 | Ф'ючерс    | Ґрунт    | Педру Брага              | Кейт Брілл Паулу Тайшер                           | 4–6, 7–6, 7–6       |
| Поразка   | 1–1  | Сер 1999 | Іспанія F4, Гандія                 | Ф'ючерс    | Ґрунт    | ХЛ Кондор-Фернандес      | Тім Крічтон Тодд Перрі                            | 4–6, 1–6            |
| Перемога  | 2–1  | Лис 1999 | Мексика F7, Леон                   | Ф'ючерс    | Тверде   | Марко Осоріо             | Флавіо Саретта Леонарду Сілва                     | 7–6, 6–3            |
| Перемога  | 3–1  | Вер 2004 | Мексика F10, Комітан               | Ф'ючерс    | Тверде   | Майкл Коган              | Бруно Ечагарай Мігель Гальярдо Вальєс             | 5–7, 6–3, 7–6(10–8) |
| Перемога  | 4–1  | Жов 2004 | Мексика F12, Торреон               | Ф'ючерс    | Тверде   | Майкл Коган              | Карлос Паленсія Даніель Гарса                     | 6–1, 6–2            |
| Перемога  | 5–1  | Жов 2004 | Мексика F13, Монтеррей             | Ф'ючерс    | Тверде   | Майкл Коган              | Девід Брюер Річард Ірвін                          | 6–3, 6–2            |
| Перемога  | 6–1  | Жов 2004 | США F30, Батон-Руж                 | Ф'ючерс    | Тверде   | Майкл Коган              | Жульєн Кассень Філіп Ґубенко                      | 6–3, 6–1            |
| Перемога  | 7–1  | Лис 2004 | Мексика F16, Леон                  | Ф'ючерс    | Тверде   | Данієль Лангре           | Давід Олейнічак Пйотр Щепаник                     | 7–6(7–4), 7–5       |
| Поразка   | 7–2  | Лют 2005 | Мексика F1, Наукальпан-де-Хуарес   | Ф'ючерс    | Тверде   | Мігель Ангел Реєс-Варела | Сантьяго Гонсалес Алехандро Ернандес              | 4–6, 2–6            |
| Перемога  | 8–2  | Лют 2005 | Мексика F2, Casablanca Satelite    | Ф'ючерс    | Тверде   | Данієль Лангре           | Даніель Гарса Марко Осоріо                        | 6–4, 4–6, 6–3       |
| Перемога  | 9–2  | Вер 2005 | Мексика F12, Пуерто-Вальярта       | Ф'ючерс    | Тверде   | Даніель Гарса            | Скотт Дорнер Джейсон Зіммерманн                   | 6–4, 7–6(7–5)       |
| Поразка   | 9–3  | Січ 2006 | Мексика F1, Наукальпан-де-Хуарес   | Ф'ючерс    | Тверде   | Данієль Лангре           | Ніколас Монро Сем Варбург                         | 6–3, 4–6, 4–6       |
| Поразка   | 9–4  | Кві 2006 | Агуаскальєнтес, Мексика            | Челленджер | Ґрунт    | Ектор Альмада            | Хуан Мартін дель Потро Мартін Вассальйо Аргуельйо | 5–7, 5–7            |
| Поразка   | 9–5  | Кві 2006 | Сан-Луїс-Потосі, Мексика           | Челленджер | Ґрунт    | Ектор Альмада            | Даніель Гарса Давід Олейнічак                     | 2–6, 2–6            |
| Поразка   | 9–6  | Тра 2006 | Мексика F7, Гвадалахара (Мексика)  | Ф'ючерс    | Ґрунт    | Едуардо Перальта-Тельйо  | П'єрр-Людовік Дюкло Бруно Ечагарай                | 3–6, 3–6            |
| Поразка   | 9–7  | Жов 2006 | Мексика F18, Масатлан              | Ф'ючерс    | Тверде   | Бруно Родрігес           | Карлос Паленсія Мігель Гальярдо Вальєс            | 2–6, 2–6            |
| Перемога  | 10–7 | Лис 2006 | Мексика F20, Керетаро              | Ф'ючерс    | Тверде   | Бруно Родрігес           | Пабло Гонсалес Даніель Гарса                      | 6–1, 5–7, 7–6(7–3)  |
| Перемога  | 11–7 | Лис 2007 | Мексика F13, Керетаро              | Ф'ючерс    | Тверде   | Бруно Родрігес           | Джоел Кілбовіч Росс Вілсон                        | 6–3, 6–4            |
| Перемога  | 12–7 | Лис 2008 | Мексика F15, Гвадалахара (Мексика) | Ф'ючерс    | Ґрунт    | Бруно Родрігес           | Хуан Мануель Елісондо Сесар Рамірес               | 4–6, 6–2, [10–8]    |
| Перемога  | 13–7 | Лис 2010 | Мексика F9, Дуранго (штат)         | Ф'ючерс    | Тверде   | Роман Борванов           | Мацек Сикут Деніс Живковіч                        | 6–3, 6–4            |